# موسيقى الروايس
موسيقى الروايس أو فن تريوسة هي نوع موسيقي منتشر في مناطق سهل سوس في المغرب.

## التاريخ
يعود تاريخ فن الروايس إلى بداية الشعر الأمازيغي الذي ينتشر في جنوب وداخل المغرب. فقد انتقل أدب تشلحيت من شعر الارتجال والتواتر الشفاهي إلى مرحلة الموسيقى والألحان.
وبدأ تسجيل أشرطة موسيقى الروايس خلال ثلاثينيات القرن الماضي حيث عرف انتشارا كبيرا في مناطق المغرب.

### التسمية
توجد أسماء مختلفة لهذا النوع الموسيقي مثل فن الروايس أو تريوسة أو أمارك ن روايس. كما يشير مصطلح الرايس إلى معنى القائد أي قائد الفريق أو المجموعة الموسيقية. يشير الاسم أيضا إلى المغني الشاعر والذي ينظم كلامه ويغنيه عادة بارتجال.

## الآلات الموسيقية واللباس
اعتمد الروايس على العديد من الآلات الموسيقية والتي لا تزال تستخدم إلى اليوم مثل الرباب وهي الآلة الرئيسية ولوتار والناقوس بالإضافة إلى الدف.
أما اللباس الرسمي فيتكون من الجلباب والبلغة والخنجر والعمامة. ويميل الروايس إلى استعمال الألوان. عادة ما تتكون المجموعة من سبعة إلى تسعة أفراد تبدأ بمدخل موسيقي ‘أستارا’ ثم الغناء وفي الختام تمسوست أو نوع من الإيقاع السريع للختم.

## مهرجانات
تحتفل مناطق سوس بفن الروايس من خلال مهرجانات مثل المهرجان الوطني لفن الروايس في الدشيرة الجهادية (قرب مدنية أكادير).

## أبرز الروايس
من أوائل الروايس أو فناني موسقى تريوسة
- الرايس الحاج بلعيد
- الرايس بودراع
- الرايس بوبكر أنشاد
- الرايس بوبكر أزعري

كما برز العديد من الروايس في مرحلة الخمسينات والستينات مثل
- عمر واهروش
- أحمد أمنتاك
- محمد البنسير (الدمسيري)
- سعيد أشتوك

- الحاج المهدي بن مبارك
- رقية الدمسيرية

من أبرز الروايس بعد الثمانينات
- الحسين الباز
- فاطمة تبعمرانت
- حسن أرسموك
- صالح الباشا

## روابط خارجية
- روبورطاج عن فن الروايس على القناة الثانية